# Uli Vos
Uli Vos (2 de septiembre de 1946-Mönchengladbach, 1 de diciembre de 2017) fue un jugador de hockey hierba alemán. Su logro más importante fue una medalla de oro en los juegos olímpicos de Múnich 1972 con la selección de la República Federal de Alemania. A novel de club, jugó lamayor parte de su carrera en el Gladbacher HTC.